# Nuvole straniere
Nuvole straniere è un album musicale di Goran Kuzminac uscito nel 2004.

## Tracce
1. Mercante di niente – 5:14
2. La farfalla – 4:27
3. Nuvole straniere – 4:04
4. Amore di malumore – 4:53
5. Sogno – 4:30
6. Tempo perso – 5:11
7. Io Mario e le rane – 3:35
8. Primo di Sequals – 4:37
9. La strada – 4:14
10. Lettera a casa d'un cosmonauta russo – 5:24